# Авиационные происшествия Аэрофлота 1983 года

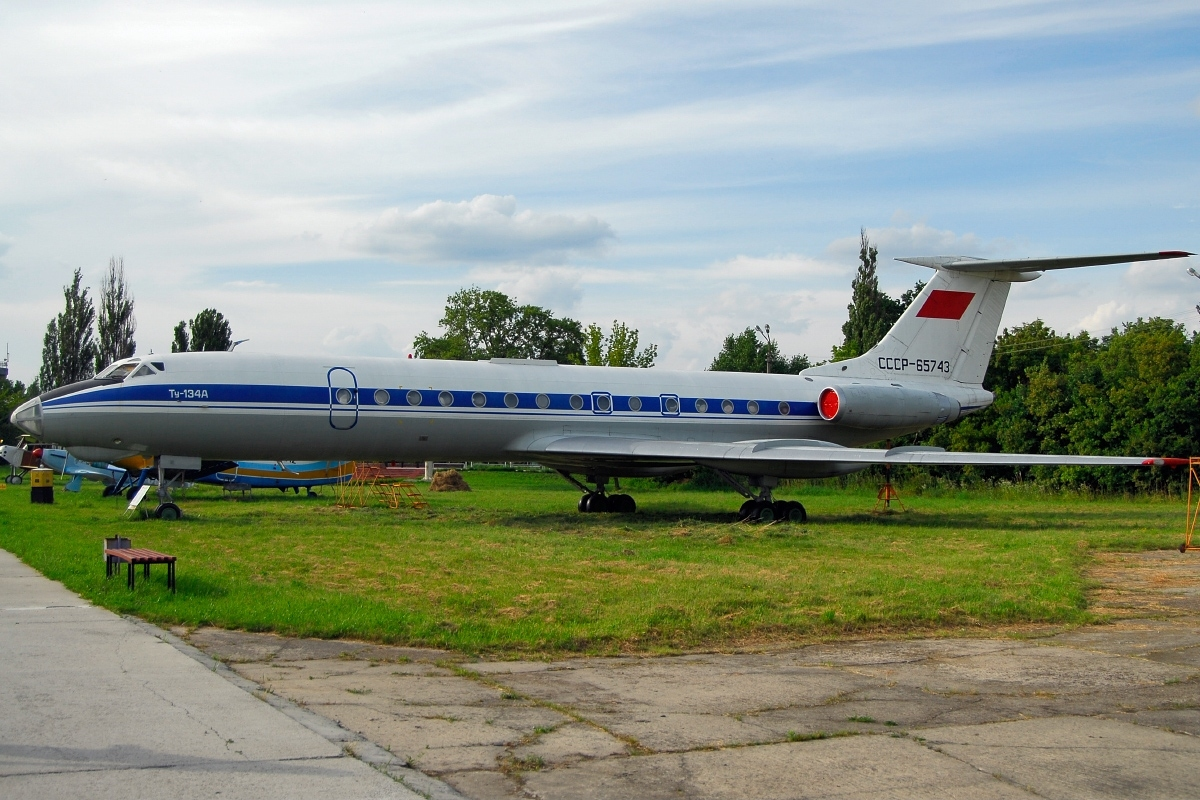
Ту-134А предприятия «Аэрофлот»

Авиационные происшествия и инциденты, включая угоны, произошедшие с воздушными судами Министерства гражданской авиации СССР («Аэрофлот») в 1983 году.
В этом году крупнейшая катастрофа с воздушными судами предприятия «Аэрофлот» произошла 30 августа в окрестностях Алма-Аты (КазССР), когда самолёт Ту-134А при заходе на посадку врезался в гору и разрушился, при этом погибли 90 человек (подробнее…).

## Список
Отмечены происшествия и инциденты, когда воздушное судно было восстановлено.
| Дата                  | Место                | ВС       | Бортовой номер | Управление          | Жертв | Описание | И      |
| --------------------- | -------------------- | -------- | -------------- | ------------------- | ----- | --- | ------ |
| 10 января 1983 года   | Тятя, Кунашир        | Ми-8     | 22171          | Дальневосточное     | 7/7   | Столкновение с горой при полёте на малой высоте | [ 1 ]  |
| 12 января 1983 года   | Орель-Чля            | Ми-8     | 25325          | Дальневосточное     | 0/9   | Аварийная посадка после отказа двигателей | [ 2 ]  |
| 22 января 1983 года   | Бугурусланский район | Ан-2     | 02483          | Учебных заведений   | 7/7   | Упал после отказа двигателя | [ 3 ]  |
| 22 января 1983 года   | Аяно-Майский район   | Ми-8Т    | 22410          | Дальневосточное     | 0/5   | Упал при взлёте из-за отказа рулевого винта | [ 4 ]  |
| 6 февраля 1983 года   | Кысыл-Сыр            | Ми-6А    | 21143          | Якутское            | 0/10  | Выкатился за площадку при посадке | [ 5 ]  |
| 7 февраля 1983 года   | Киквидзенский район  | Ан-2     | 32320          | Северо-Кавказское   | 0/?   | Столкновение с землёй при метеоусловиях хуже допустимого                                                                                           | [ 6 ]  |
| 23 февраля 1983 года  | Черкасская область   | Ан-2     | 84571          | Украинское          | 0/?   | Отвлечение пилота от пилотирования, пока другой пилот был в грузовой кабине                                                                        | [ 7 ]  |
| 27 февраля 1983 года  | Лангепас             | Ми-8     | 22252          | Тюменское           | 3/5   | Столкновение с опорой ЛЭП при стройработах | [ 8 ]  |
| 7 марта 1983 года     | Хлуднево             | Ан-2     | 84586          | Центральных районов | 4/6   | Аварийная посадка после вероятного отказа двигателя                                                                                                | [ 9 ]  |
| 12 марта 1983 года    | Пуровский район      | Ми-8     | 25997          | Тюменское           | 0/3   | Аварийная посадка после истощения топлива | [ 10 ] |
| 24 марта 1983 года    | Ванавара             | Ан-2В    | 29367          | Красноярское        | 0/?   | Отказ двигателя | [ 11 ] |
| 29 марта 1983 года    | Поти                 | L-410M   | 67190          | Грузинское          | 6/18  | Упал после взлёта из-за отказа двигателя (подробнее…)                                                                                              | [ 12 ] |
| 29 марта 1983 года    | Донецкая область     | Ми-2     | 15650          | Украинское          | 1/2   | Аварийная посадка после отказа двигателя | [ 13 ] |
| 30 марта 1983 года    | Татарск              | Ан-2     | 71290          | Восточно-Сибирское  | 4/4   | Столкновение с телемачтой | [ 14 ] |
| 8 апреля 1983 года    | близ Антоновки       | Ан-2     | 03483          | Казахское           | 3/3   | Столкновение с холмом из-за пьяного экипажа | [ 15 ] |
| 10 апреля 1983 года   | Эрташ                | Ми-8     | 22541          | Узбекское           | 5/5   | Столкновение с ЛЭП при полёте в ущелье | [ 16 ] |
| 12 апреля 1983 года   | Минск                | Ан-26    | 26686          | Белорусское         | 0/5   | Жёсткая посадка | [ 17 ] |
| 19 апреля 1983 года   | Ленинакан            | Як-40    | 87291          | Армянское           | 21/21 | Столкновение с горой при заходе на посадку (подробнее…)                                                                                            | [ 18 ] |
| 21 апреля 1983 года   | Загорский район      | Ми-2     | 15795          | Молдавское          | 0/?   | Отказ муфты свободного хода | [ 19 ] |
| 25 апреля 1983 года   | Махачкала            | Ми-2     | 15795          | ВНИИ ПАНХ           | 0/?   | Потеря высоты и столкновение с землёй из-за сдвига ветра                                                                                           | [ 20 ] |
| 29 апреля 1983 года   | Цахкаовит            | Ан-2     | 33093          | Армянское           | 0/?   | Разрушился при грубой посадке | [ 21 ] |
| 30 апреля 1983 года   | Цесис                | Ан-2     | 62643          | Латвийское          | 0/?   | Столкновение с ЛЭП при полёте на низкой высоте | [ 22 ] |
| 2 мая 1983 года       | Биджан               | Ан-2П    | 07741          | Дальневосточное     | 8/13  | Столкновение с горой после уклонения с маршрута | [ 23 ] |
| 4 мая 1983 года       | Каунас               | Ан-2     | 35637          | Литовское           | 0/?   | Пожар на борту | [ 24 ] |
| 9 мая 1983 года       | близ Кошляков        | Ан-2     | 16045          | Украинское          | 4/4   | Врезался в землю из-за действий пьяного пилота | [ 25 ] |
| 9 мая 1983 года       | Тавильдара           | Ан-2     | 02515          | Таджикское          | 0/?   | Отказ двигателя | [ 26 ] |
| 11 мая 1983 года      | Благодарное          | Ан-2     | 70057          | Казахское           | 0/?   | Вынужденная посадка из-за отказа двигателя (столкновение с птицей)                                                                                 | [ 27 ] |
| 11 мая 1983 года      | Аган                 | Ми-8     | 22164          | Тюменское           | 0/?   | Отказ двигателя | [ 28 ] |
| 13 мая 1983 года      | близ Лейпцига        | Ан-2Р    | 84557          | Украинское          | 1/?   | Сваливание и падение на землю при агроработах | [ 29 ] |
| 15 мая 1983 года      | Кубитет              | Ан-2     | 02877          | Западно-Сибирское   | 0/?   | Столкновение с деревьями при взлёте из-за отвлечения пилота                                                                                        | [ 30 ] |
| 25 мая 1983 года      | Ширяйский            | Ан-2     | 62626          | Северо-Кавказское   | 0/?   | Столкновение с ЛЭП при взлёте из-за отвлечения пилота                                                                                              | [ 31 ] |
| 1 июня 1983 года      | близ Полевого        | Ан-2     | 02710          | Приволжское         | 2/2   | Упал при агроработах (вероятно, уклонялся от журавля)                                                                                              | [ 32 ] |
| 17 июня 1983 года     | близ Гали            | Ту-134А  | 65657          | Армянское           | 0/62+ | Повреждён при пролёте грозы | [ 33 ] |
| 22 июня 1983 года     | Трифешты             | Ми-2     | 20165          | Молдавское          | 1/1   | Упал из-за отделения лопасти несущего винта | [ 34 ] |
| 24 июня 1983 года     | Чкалово              | Як-18Т   | 44461          | Краснокутское ЛУГА  | 2/2   | Штырём, оставшимся после ремонта, заклинило руль высоты                                                                                            | [ 35 ] |
| 29 июня 1983 года     | Тура                 | Ми-6     | 21059          | Красноярское        | 5/9   | Разрушение двигателей при следовании над аэродромом                                                                                                | [ 36 ] |
| 29 июня 1983 года     | близ Казармана       | Як-40    | 87808          | Киргизское          | 0/9   | Получил остаточную деформацию при попадании в мощный нисходящий поток                                                                              | [ 37 ] |
| 4 июля 1983 года      | Местиа               | Ан-2     | 05667          | Грузинское          | 0/?   | После попадания в турбулентность врезался в землю                                                                                                  | [ 38 ] |
| 5 июля 1983 года      | Вещево, Ленинград    | Ту-134?  | н.д.           | н.д.                | 1/?   | Два пассажира угрожая бомбой попытались угнать самолёт в Норвегию. После посадки в Ленинграде один из угонщиков был застрелен, а другой арестован. | [ 39 ] |
| 7 июля 1983 года      | Череповец            | Ми-2     | 20254          | Ленинградское       | 0/1   | СТолкновение с землёй при посадке | [ 40 ] |
| 19 июля 1983 года     | Усть-Куйга           | Ми-8     | 22834          | Якутское            | 0/3   | При следовании по аэродрому опрокинулся из-за излома левого шасси (зарылось в оттаявший грунт)                                                     | [ 41 ] |
| 20 июля 1983 года     | Харьковская область  | Ан-2     | 70520          | Украинское          | 0/?   | Столкновение с землёй из-за отвлечения пилотов | [ 42 ] |
| 21 июля 1983 года     | Сургут               | Ми-6А    | 21029          | Тюменское           | 0/6   | Аварийная посадка после остановки двигателя | [ 43 ] |
| 25 июля 1983 года     | Киренск              | Ми-2     | 20113          | Восточно-Сибирское  | 5/5   | Упал в лес из-за разрушения хвостового винта | [ 44 ] |
| 29 июля 1983 года     | Херсонская область   | Ка-26    | 19100          | Украинское          | 0/?   | Потеря высоты и столкновение с землёй из-за попадания в попутную струую                                                                            | [ 45 ] |
| 3 августа 1983 года   | Череповец            | Ми-2     | 20254          | Ленинградское       | 0/1   | Врезался в землю при посадке | [ 46 ] |
| 5 августа 1983 года   | Кослан               | Ан-2     | 91768          | Коми                | 0/?   | Потеря высоты и столкновение с землёй из-за попадания в попутную струю                                                                             | [ 47 ] |
| 12 августа 1983 года  | Одесская область     | Ан-2     | 07697          | Украинское          | 0/?   | Разбился из-за перегруза | [ 48 ] |
| 21 августа 1983 года  | Северомуйск          | Ми-4     | 14257          | Восточно-Сибирское  | 0/?   | Вынужденная посадка в горной тайге из-за отказа двигателя                                                                                          | [ 49 ] |
| 25 августа 1983 года  | Рощино               | Ми-8Т    | 22440          | Дальневосточное     | 0/14  | Упал при взлёте из-за перетяжеления несущего винта                                                                                                 | [ 50 ] |
| 28 августа 1983 года  | Коротное             | Ка-26    | 19368          | Молдавское          | 0/?   | Столкновение с дождевальной установкой при авиационно-химических работах                                                                           | [ 51 ] |
| 30 августа 1983 года  | Алма-Ата             | Ту-134А  | 65129          | Приволжское         | 90/90 | Столкновение с горой при заходе на посадку (подробнее…)                                                                                            | [ 52 ] |
| 4 сентября 1983 года  | Гурьев               | Ми-4А    | 14809          | Северо-Кавказское   | 0/?   | Отказ поперечного управления | [ 53 ] |
| 15 сентября 1983 года | Чайбуха              | Ми-4А    | 38245          | Магаданское         | 0/?   | Сгорел из-за воспламенения высокой травы на площадке выхлопной струёй из двигателя                                                                 | [ 54 ] |
| 16 сентября 1983 года | Курагино             | Ми-8Т    | 24670          | Красноярское        | 0/7   | Разбился при посадке из-за сдвига ветра | [ 55 ] |
| 16 октября 1983 года  | Салехард             | Ми-6А    | 21072          | Тюменское           | 0/5   | Упал при разгоне из-за перегруза | [ 56 ] |
| 7 октября 1983 года   | Ухта                 | Ми-2     | 15799          | Коми                | 0/?   | Отказ муфты свободного хода | [ 57 ] |
| 19 октября 1983 года  | Канск                | L-410UVP | 67315          | Красноярское        | 0/?   | Выкатился за пределы ВПП при посадке | [ 56 ] |
| 3 ноября 1983 года    | 137 км от Анадыря    | Ми-4А    | 38288          | Магаданское         | 5/5   | В полёте отделилась хвостовая балка | [ 58 ] |
| 18 ноября 1983 года   | Тбилиси              | Ту-134А  | 65807          | Грузинское          | 7/66  | Попытка угона. Самолёт посажен в аэропорту и освобождён силами спецназа (подробнее…)                                                               | [ 59 ] |
| 21 ноября 1983 года   | Тугур                | Ми-8Т    | 22573          | Дальневосточное     | 0/?   | Разбился из-за перегруза | [ 60 ] |
| 24 ноября 1983 года   | Кировск              | Ка-26    | 24085          | Ленинградское       | 0/1   | Столкновение с проводами линии связи при взлёте | [ 61 ] |
| 4 декабря 1983 года   | Кировский            | Ми-2     | 20027          | Дальневосточное     | 0/?   | Столкновение с землёй из-за снижения под безопасную высоту                                                                                         | [ 62 ] |
| 24 декабря 1983 года  | Лешуконское          | Ан-24РВ  | 46617          | Архангельское       | 44/49 | Сваливание при посадке (подробнее…) | [ 63 ] |
| 28 декабря 1983 года  | Тюменская область    | Ми-8Т    | 25369          | Тюменское           | 1/3   | Самовольный вылет при сложных метеоусловиях. Жёсткая посадка при попытке снизиться под облака                                                      | [ 64 ] |